# 더 섀도스
더 섀도스(영어: The Shadows)는 1958년 결성된 영국의 록 밴드이다. 클리프 리처드의 백업 밴드로 유명하다.
영국에서 일어난 비트 음악 그룹 붐의 선두에 서서, 백업 밴드로서는 처음으로 스타덤에 올랐다.
리드 기타, 리듬 기타, 베이스 기타, 드럼의 4인 인스트루멘털 록 밴드 구성의 원형을 정립한 것으로 평가되며, 재즈의 영향을 더하며 팝, 록, 서프 록, 발라드 등의 장르를 폭넓게 다루었다.
행크 마빈, 브루스 웰치, 브라이언 베넷이 주요 구성원으로 활동했다.